# 今井英里
今井 英里（いまい えり、12月6日 - ）は、日本の女優。ロンドン生まれ、東京都出身。劇団「順風男女」の中の「順風女子」主宰。

## 経歴

### デビューに至るまで
ロンドン生まれ、東京都出身。3歳までロンドンで過ごす。幼少時より、演劇やミュージカルに連れていってもらったことで、演技に興味を抱く。中学時代に演劇部に所属し、高校卒業後、芸能界へ。

### デビュー後
- 2000年、オーディションで「特徴のある低い声」が認められ、『号外!!爆笑大問題』などのバラエティ番組に出演し始める。
- 2003年、別の事務所にスカウトされ移籍するも、事前に知らされないままAVの現場に連れていかれ、出演拒否。即退社。
- 後、サムライプロモーションに入社。
- 2004年、演技を本格的に勉強する中で、足立信彦と出会い、2007年、足立が旗揚げした劇団『IMC』に参加。
- 2010年、故林広志と劇団『順風男女』を、足立信彦、匁山剛志、伊藤摩美で結成。
- 男女別に公演をすることも多く、女性陣は『順風女子』として公演。主宰を務め、現在に至る。

## 人物・エピソード
- 好物は、ステーキ、焼肉、和菓子、あんこ。
- 得意料理は、ごま担々鍋、キッシュ、トック。
- 韓国語を勉強中。現在、日韓を股に掛けた活動を画策中。
- 趣味は、サッカー観戦。
- サッカー4級審判免許を持っている。
- サッカー公認 D級コーチでもある。

## 主な活動履歴

### 舞台
- 2005年
  - 演人全開『ギロチンチョーク』
- 2006年
  - 『いつかひーろーに』@シアターVアカサカ
- 2007年
  - IMC旗揚げ公演
- 2008年
  - IMC　福岡明太子ツアー
  - Frag ship『HARUTO from a dark side to the shining world』@中野スタジオあくとれ
  - IMC 『IMC THE GOLDEN season2』
  - IMC 『IMC THE GOLDEN 大運動会』
  - IMC 番外公演『come around』
  - IMC 『IMC THE GOLDEN 2008 ～IMCの挑戦～』@Copastic Cafe Dining Bar 六本木
  - IMC 『IMC THE GOLDEN 2008 season5 IMC 1周年大祭』@Copastic Cafe Dining Bar 六本木
- 2009年
  - Frag ship vol.2『世界で一番のバカ』@笹塚Duo STAGE BBs
  - IMC 『真綿で首をしめる』@しもきた空間リバティ
  - IMC 『ゲシュタルトの崩壊』@しもきた空間リバティ
  - IMC 『ゲシュタルトの再壊』@プロトシアター
- 2010年
  - IMC 11th Live『業 -GOU-』@しもきた空間リバティ
  - WANDELUNG produce 即興演劇ライブマッチ『アソビバコ！☆Asovivako！』
  - Geki地下Liberty こけら落とし公演　ゲスト出演
  - 『即興ナイト』＠Barコレド
  - WANDELUNG『クライマークライマー』
  - 順風女子『ライブコント・マーケット vol.2』
  - 順風男女『ライブコント・マーケット vol.3』
- 2011年
  - THE PAR☆KING AREA 『ななはん』
  - IMC 13th Live『ごきげん』@しもきた空間リバティ
  - 順風女子『女子会』
  - 順風男女『ペアルック』
- 2012年
  - 順風女子『ひなまつり』
  - 順風男女『Ever Life』
  - IMC『Pod』@山王FOREST
  - S.A.K.E 第4回公演『Catch eye』（作：藤平久子、演出：小野了）
- 2013年
  - 順風女子『だんしがねてるまに…』
  - 順風男女『素』
- 2014年
  - 順風女子『ティファニーで晩酌を』
  - 順風男女『吹け!!そよ風』
  - Air Studio『Legend –風の中の塵-』
- 2015年
  - 順風女子『春ベリー』
- 2016年
  - 順風女子『ツイタモチヨリ、ココロモチ』
  - 順風男女『キネマとコント』
- 2017年
  - 順風女子『はい、チーズ』
  - 順風男女『7UP』『順風ジャンボ』
- 2019年
  - 順風女子『オヤジギャル』

### 映画
- 2004年
  - 『星砂の島、私の島』（喜多一郎監督）
- 2005年
  - 『ビート・キッズ』（塩屋俊監督）
- 2006年
  - 『ナツキヨ通信社』（夏目大一朗監督）
- 2008年
  - 『しあわせになろうよ』（笠井健夫監督） - 『24時間映画祭』 ブラックマ賞受賞

### テレビ
- 2000年
  - 日本テレビ放送網『号外!!爆笑大問題』『爆笑ガールズ』準レギュラー
  - フジテレビジョン『ナースのお仕事』3
  - フジテレビジョン『ラブコンプレックス』
  - テレビ朝日『おネプ！』
- 2001年
  - フジテレビジョン『救命病棟24時』第2シリーズ

### CM
- - NHK 『NHKオンデマンド』
  - 『ホンダ・クレアスクーピー』モーニング娘。と共演。
  - 森永乳業　ラクトフェリン
  - アサヒフーズ「一本満足バー」（ネット配信限定ＣＭ）

### ラジオ
- 東海ラジオ『TOKYO UPSIDE STATION』（2019年4月）[2]